# دايفيد ميتشيل
دايفيد ميتشيل (بالإنجليزية: David Mitchell)‏ (و. 1974 – م) هو ممثل، وممثل تلفزيوني، ومقدم برامج، ومقدم برامج إذاعية، وكاتب سير ذاتية، وممثل هزلي، وكاتِب، من المملكة المتحدة، ولد في ساليسبري.

## التعليم
تعلم في بيترهاوس ‏، ومدرسة أبنغدون ‏.

## وصلات خارجية
- دايفيد ميتشيل على موقع IMDb (الإنجليزية)
- دايفيد ميتشيل على موقع ألو سيني (الفرنسية)
- دايفيد ميتشيل على موقع ميوزك برينز (الإنجليزية)
- دايفيد ميتشيل على موقع أول موفي (الإنجليزية)
- دايفيد ميتشيل على موقع إن إن دي بي (الإنجليزية)
- دايفيد ميتشيل على موقع أول ميوزيك (الإنجليزية)
- دايفيد ميتشيل على موقع ديسكوغز (الإنجليزية)
- دايفيد ميتشيل على موقع قاعدة بيانات الفيلم (الإنجليزية)
- دايفيد ميتشيل على موقع كينوبويسك (الروسية)